# Platydictya spuriosubtilis
Platydictya spuriosubtilis là một loài rêu trong họ Amblystegiaceae. Loài này được Broth. & Paris W.B. Schofield mô tả khoa học đầu tiên năm 1965.